# Littérature de l'exil en langue allemande

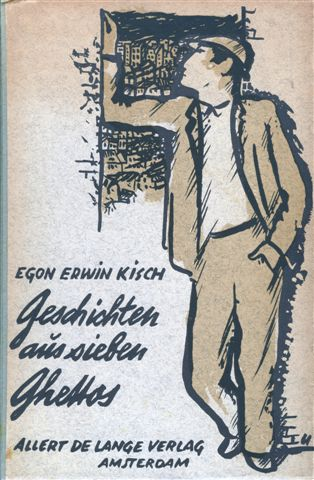
Couverture d'un livre d'Egon Erwin Kisch par, édité par Allert de Lange Verlag à Amsterdam en 1934.

La littérature de l'exil en langue allemande est une catégorie d’ouvrages publiés par des auteurs germanophones entre 1933 et 1945, qu’ils soient originaires d’Allemagne,  d’Autriche après l’Anschluss ou d'autres pays d'Europe sous domination nazie. Opposants au nazisme et Juifs persécutés par le régime, ces écrivains ont dû fuir leur pays, volontairement ou non.

## Histoire
En 1933,  la suppression de la liberté d'expression entraîne l'exil des écrivains considérés par le régime nazi comme des ennemis politiques. Une seconde vague d'émigration a lieu en 1938 au moment de l'Anschluss, qui rattache l'Autriche à l'Allemagne, ainsi qu'avec l'annexion des Sudètes par le Troisième Reich. Plusieurs pays d'Europe centrale sont occupés après 1939. Plus de 10 000 écrivains et artistes se sont ainsi trouvés « contraints à l'exil » : avec Klaus Mann, écrit Lutz Winckler, on peut parler d'un véritable « exode » des intellectuels. 

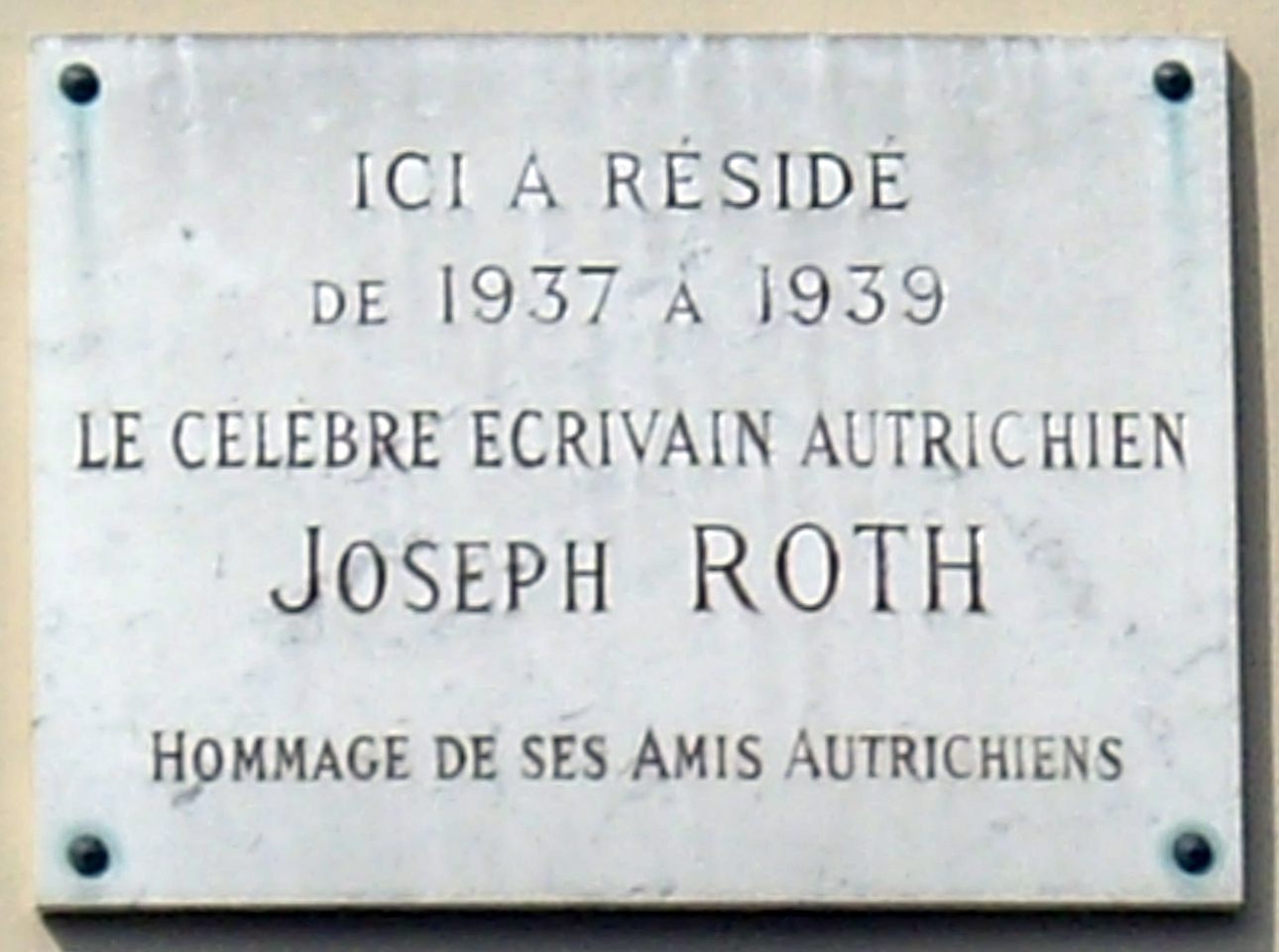
Au 18, rue de Tournon.

Dans un premier temps, plusieurs de ces auteurs trouvent refuge dans des villes qui seront plus tard occupées par le Troisième Reich, qu’il s’agisse de Paris, d’Amsterdam ou de Prague. D’autres lieux les accueillent, en particulier Londres, Zurich, Stockholm, Moscou, ou encore New York, Los Angeles, Mexico et Rio de Janeiro.
Les principaux éditeurs de l’Exilliteratur de langue allemande sont Querido Verlag et Allert de Lange Verlag à Amsterdam, Oprecht à Zurich et Bermann-Fischer Verlag à Stockholm. 
Rue de Tournon, à Paris, Gustav Regler, Arthur Koestler et Stefan Zweig se retrouvent chez Joseph Roth et forment le noyau d'un mouvement littéraire.
En 1943, Lion Feuchtwanger fait l’acquisition de la vaste villa Aurora à Pacific Palisades pour y réunir ses compagnons d'exil.

## Auteurs
Parmi les auteurs de l’Exilliteratur germanophone, on peut citer Theodor Adorno, Hannah Arendt, Walter Benjamin, Ernst Bloch,  Bertolt Brecht, Hermann Broch, Max Brod, Elias Canetti, Alfred Döblin, Lion Feuchtwanger, Bruno Frank, Oskar Maria Graf, Hermann Hesse, Max Horkheimer, Heinrich Eduard Jacob, Hermann Kesten, Egon Erwin Kisch, Annette Kolb, Siegfried Kracauer, Else Lasker-Schüler, Emil Ludwig, Erika Mann,  Heinrich Mann,
Klaus Mann, Thomas Mann, Ludwig Marcuse, Robert Musil, Robert Neumann, Erich Maria Remarque, Ludwig Renn, Joseph Roth, Alice Rühle-Gerstel, Otto Rühle, Nelly Sachs, Felix Salten, Anna Seghers, Ernst Toller, Bodo Uhse (en), Ernst Weiss, Franz Werfel, Carl Zuckmayer, Arnold Zweig et Stefan Zweig.

## Galerie

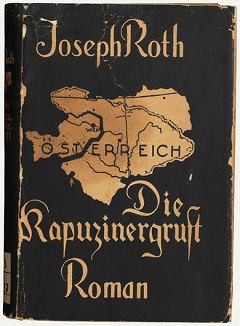
Joseph Roth, La Crypte des capucins, édition originale aux Pays-Bas, 1938
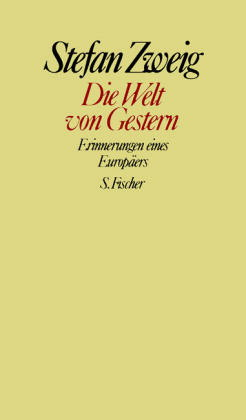
Stefan Zweig, Le Monde d'hier, Stockholm, 1942
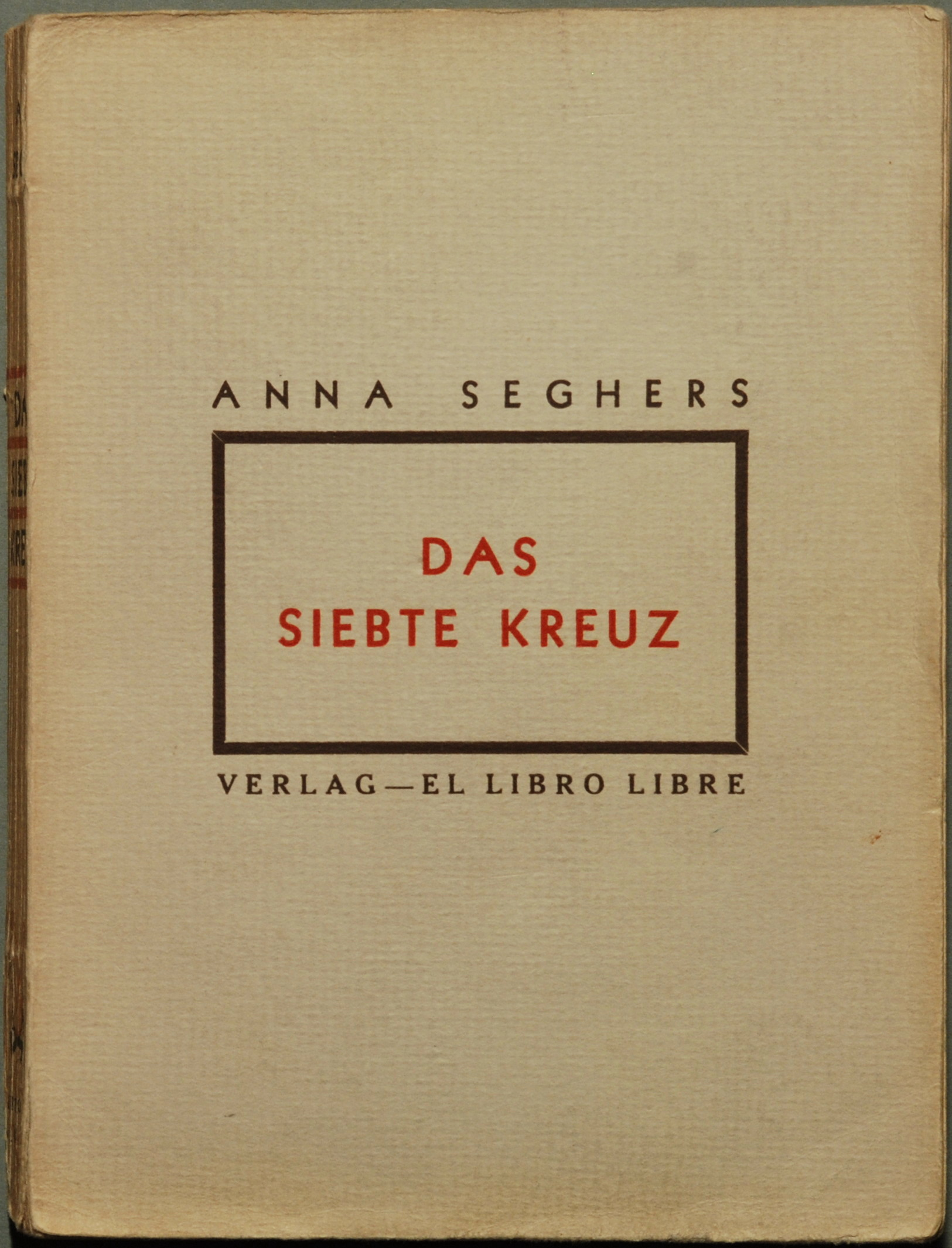
Anna Seghers, La Septième Croix, Mexico, 1942
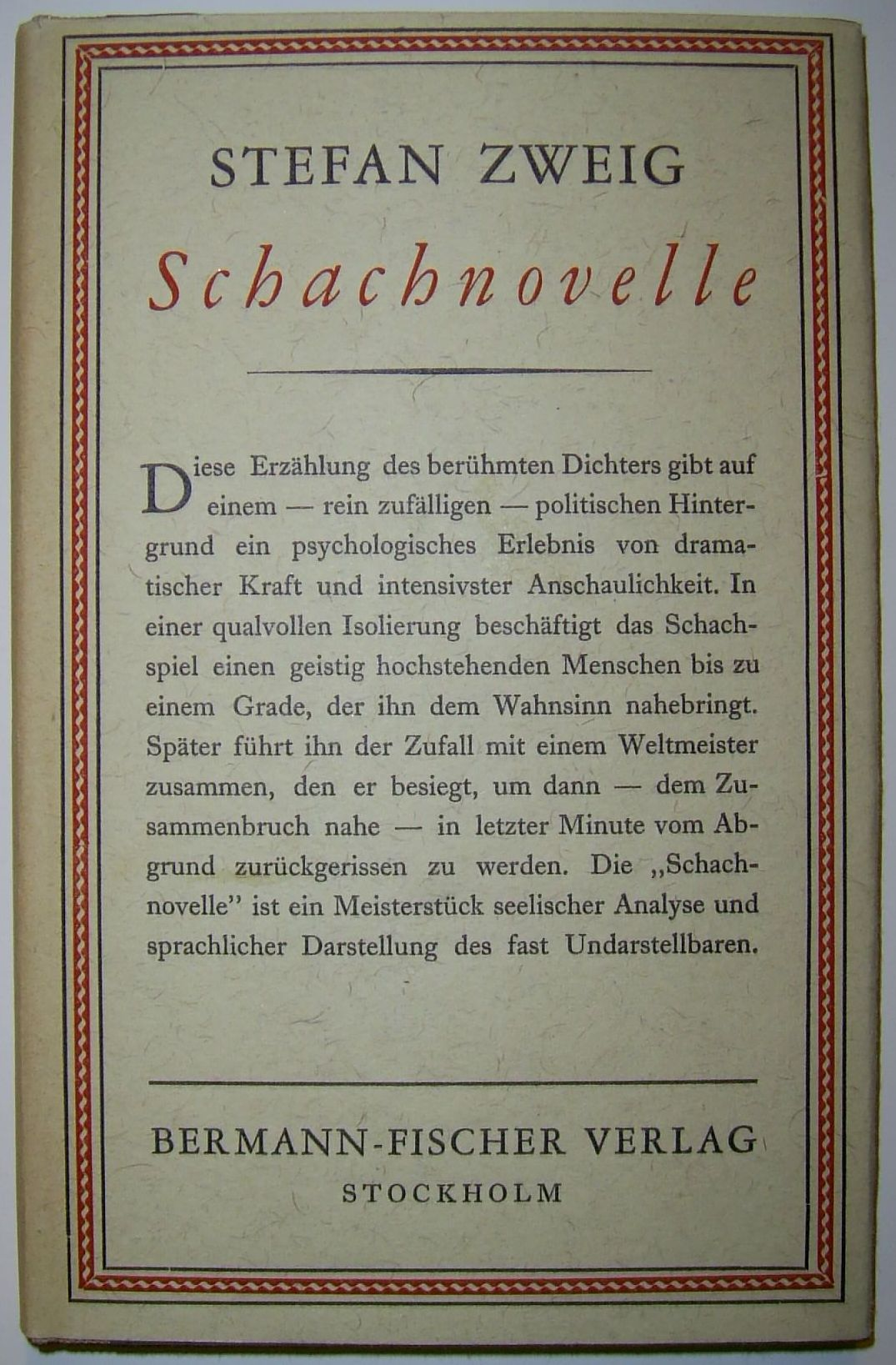
Stefan Zweig, Le Joueur d'échecs, édition originale Bermann-Fischer Verlag, Stockholm, 1943
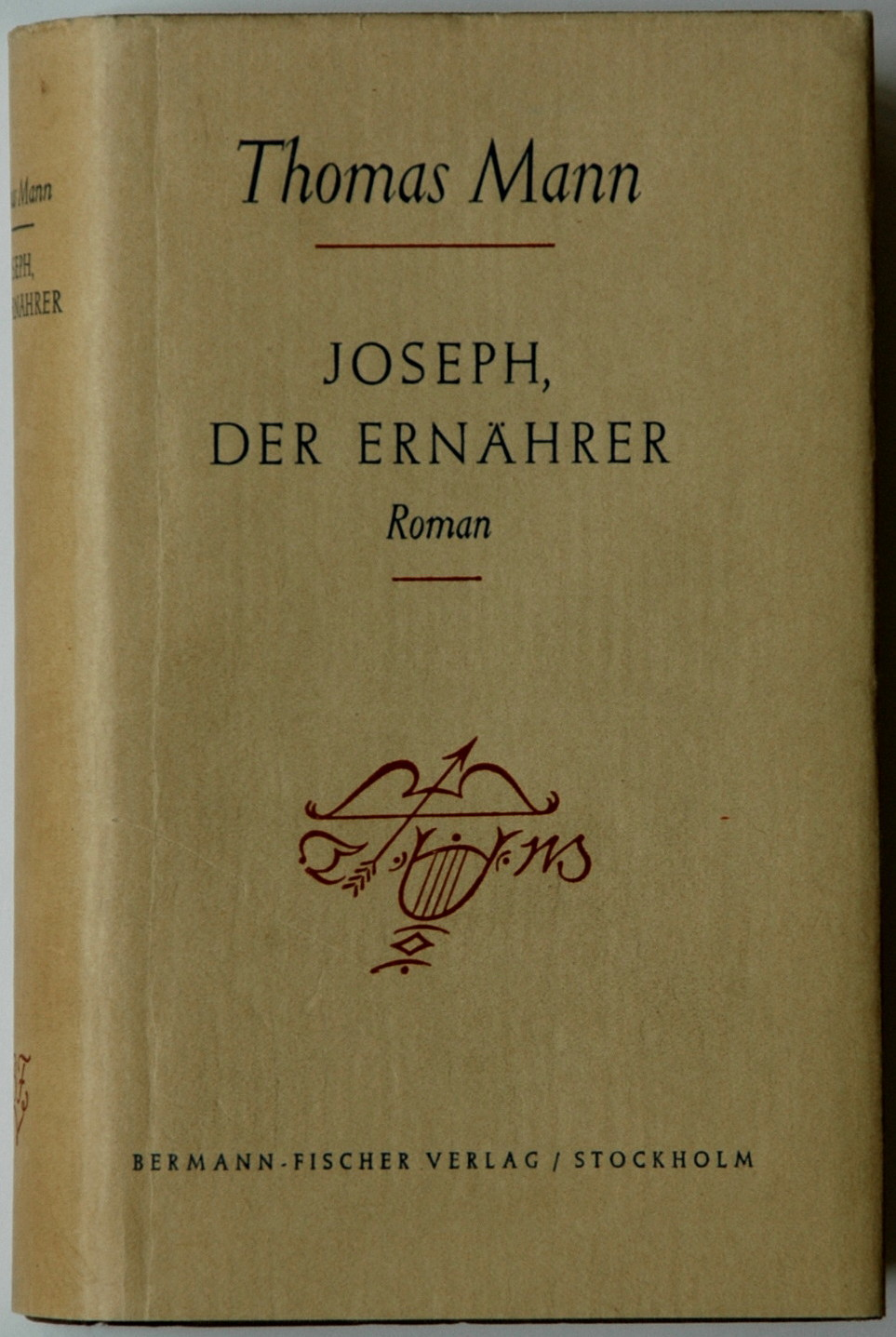
Thomas Mann, Joseph et ses frères (tome 4), édition originale Bermann-Fischer Verlag, Stockholm, 1943
Vue panoramique de la villa Aurora